# یوشیکیو کوبویاما
یوشیکیو کوبویاما (انگلیسی: Yoshikiyo Kuboyama؛ زادهٔ ۲۱ ژوئیهٔ ۱۹۷۶) بازیکن فوتبال اهل ژاپن است.
از باشگاه‌هایی که در آن بازی کرده‌است می‌توان به باشگاه فوتبال شیمیزو اس-پالس اشاره کرد.